# William Freestyle
Wilhelm "William Freestyle" Wängström, född 12 maj 1947 i Sankt Nicolai, Södermanland, död 4 mars 2023.
William Freestyle var diskjockey, skivartist, klubbarrangör, kroginredare, copywriter, manager, poet, filosof, innovatör och reservofficer. Han föddes 1947 i Nyköping, skrev och spelade in låtar, satte upp revyer och höll i diverse klubbar kring Stockholm. Han spelade in låten Sverige, baserad på Donna Fargos United States of America, som Eddie Meduza sedan gjorde en cover på. Han ses som den första svenske diskjockeyn, introducerade karaoke i Sverige och Sveriges förste copywriter. 